# 민군협력진흥원
민군협력진흥원(民軍協力振興院)은 민·군 겸용기술 연구개발을 수행하던 민군기술협력센터와 국방기술의 민간이전 및 사업화를 전담하는 창조국방사업단을 통합하여 국방기술 연구개발의 효율화를 기하기 위하여 설립된 대한민국 방위사업청 산하 국방과학연구소 소속기관이다. 대전광역시 유성구에 있다.

## 설립 근거
- 민ㆍ군기술협력사업 촉진법[3]
- 민ㆍ군기술협력사업 촉진법 시행령
- 민ㆍ군기술협력사업 공동시행규정

## 연혁
- 1998년 10월        민·군겸용기술센터 설립
- 2014년  4월 14일 민군협력진흥원 개원식[4]
- 2017년  9월        민군협력진흥원 시설 통합 (* 반석역 애니빌 프라자로 민군기술협력센터, 국방기술사업센터 시설 통합)

## 주요 업무
- 민·군기술협력 기본계획 및 시행계획의 수립 지원
- 민·군기술협력사업의 기획·관리·평가 및 예산집행
- 민·군기술협력 관련 성과분석 및 정책연구
- 민·군기술협력 관련 통계 및 자료조사
- 그 밖에 민·군기술협력과 관련하여 대통령령으로 정하는 사항

## 조직
- 민군협력진흥원 내 민군기술사업부와 기술성과혁신부로 구성되어 있다.